# Sedição de Juazeiro
A Revolta ou Sedição de Juazeiro foi um confronto ocorrido em 1914 entre as oligarquias cearenses e o Governo Federal provocado pela interferência do poder central na política estadual nas primeiras décadas do século XX. Ocorreu no sertão do Cariri, interior do Ceará, em reação à interferência do poder central do Brasil contra a política do coronelismo.
Sob a liderança de Floro Bartolomeu, Nogueira Acióli e do padre Cícero Romão Batista, um exército de camponeses resistiu à invasão das forças do governo federal e marchou até Fortaleza, invadindo a capital e depondo Franco Rabelo.
Após a revolta, padre Cícero sofreu retaliações por parte da Igreja, principalmente em Juazeiro do Norte. Entretanto, permaneceu como eminência parda da política cearense por mais de uma década e não perdeu sua influência sobre a população camponesa, que passou a venerá-lo como santo e profeta. Em Juazeiro do Norte, um enorme monumento erguido em sua homenagem atrai, todos os anos, multidões de peregrinos.

## Contexto político brasileiro
A partir de 1894, começava-se a consolidar  no governo brasileiro a República Oligárquica, que seria dominada pelas elites cafeeiras dos Estados de São Paulo e Minas Gerais, originando, mais tarde, a política do Café com Leite. Enquanto o governo federal encaminhava-se para uma nova forma de governo com civis no poder, os militares mantiveram-se no poder durante alguns períodos marcados pela repressão na Campanha de Canudos e, também, no movimento tenentista, em 1920.
Em 14 de junho de 1909, o advogado e político brasileiro, Afonso Pena, faleceu, após presidir o Brasil durante quase 3 anos completos. Assim, a presidência foi transferida a Nilo Peçanha, com uma grande controvérsia em sua vida política. Apesar de vigorar, na época, a Política dos Governadores, em que os governantes eram escolhidos através de pactos entre o governo federal e os governos estaduais, Nilo apoiou a candidatura de Marechal Hermes da Fonseca à nova presidência - apoiado por Minas Gerais -, contra Rui Barbosa e o candidato à vice-presidente, Albuquerque Lins (então, presidente de São Paulo), ambos apoiados pelo estado paulista, quebrando a tradição de poderes que se seguia até então.
Hermes da Fonseca venceu as eleições de 1º de março de 1910 para governar até o ano de 1914, o que aumentou a tensão entre as oligarquias no poder. Sua presidência foi marcada pela  "Política das Salvações", com o objetivo de intervir em governos em que a oligarquia dominante fora contra a eleição de Hermes da Fonseca. As ações do governo se justificavam a partir de um projeto para moralizar costumes políticos, alegando corrupção, além de reduzir desigualdades sociais, a partir da nomeação de militares ao invés de políticos para os cargos de interventores. A política, contudo, enfraqueceu as bases governistas e, por consequência, o governo do Marechal, além de provocar oposições violentas por parte da população. Os estados mais afetados pelas políticas de intervenções encontram-se na região nordeste do país: Pernambuco, Bahia, Alagoas e Ceará. Segundo Henry Hunt Keith, isso se explica por essa região estabelecer políticas personalistas de forma mais forte.

### Política de Governadores
Também conhecida como "política dos estados", foi implementada pelo presidente Campos Sales e vigorou entre 1898 até 1930, ano da revolução que empossou Getúlio Vargas na presidência da República. O objetivo dessa política era criar pactos entre o governo federal e as oligarquias de diferentes regiões brasileiras que, costumeiramente, dominavam os governos estaduais, de forma que a Presidência pudesse ter autonomia para agir. As oligarquias poderiam manter seus poderes em cada estado sem a interferência do poder federal em conflitos regionais, enquanto apoiassem a intervenção do Poder Executivo na composição da Câmara dos Deputados, através da verificação de poderes. Como consequência, a política dos estados formou fortes núcleos regionais de poder, tradicionalmente comandadas pelas famílias mais ricas da região, que mantinham conluios com o governo federal para manter seus privilégios. Contudo, a Política de Governadores falhou durante a presidência de Hermes da Fonseca, que buscou o enfraquecimento das oligarquias regionais como forma de desenhar uma nova elite para o poder.

## Trindade messiânica
A Sedição de Juazeiro é conhecido como um dos movimentos messiânicos que estabeleceram conflitos com o governo. Nesse contexto, também ficaram conhecidas as disputas de Canudos, na Bahia, em 1897, comandados pelo conselheiro religioso Antônio Conselheiro, e, também, a Guerra do Contestado, no sul do país, em 1912. Todas aconteceram no início da República brasileira e marcaram enfrentamentos diretos sobre a forma de controle exercida tanto pelas oligarquias regionais como pelo governo federal do país. Por isso, os três eventos passaram a ser chamados, em conjunto, como a "trindade messiânica".
A trindade marca a emergência do coronelismo nos anos iniciais do governo republicano, que reformulou os laços de poder entre as regiões, o governo federal e os círculos hegemônicos de poder político, que Maria Isaura de Queiroz consideraria como uma crise na sociedade rústica. Apesar de apresentarem diferenças, os três movimentos aliaram a força da população comum de suas respectivas regiões a aspectos religiosos, pautados pelas características do catolicismo, para fundar movimentos de contestação do poder.
Diferentemente de Canudos e Contestado, Juazeiro apresentou poucas baixas no seu movimento e manteve características conservadoras ao manter vínculos com a Igreja e o comprometimento com as estruturas de poder regional e nacional. É importante ressaltar que, em seu movimento, a sedição de Juazeiro contava com um padre, um presidente interino, o apoio à oligarquia hegemônica na região e a ausência estratégica do exército brasileiro.

## Origem
O "muro" que foi feito para proteção do padre Cícero e os demais moradores da localidade, foi construído em seis dias, dando toda volta em Juazeiro. Passava pela colina do horto e descia chegando perto da localidade de Crato. Durante a primeira República brasileira, os municípios estavam sob a dominação dos Estados, assim como estabelecido pela Constituição de 1891. Dessa forma, as cidades e os municípios deveriam se submeter aos poderes das oligarquias que comandavam seus Estados e aos interventores determinados para administrá-los. Juazeiro do Norte está situada a 514 quilômetros da capital cearense e estava, até o final do século XIX, sob a tutela da cidade de Crato, na região do Cariri, ambiente importante politicamente para garantir votos durante a política de governadores, uma vez que seus municípios ainda eram polos do coronelismo. Também conhecida como a Nova Jerusalém, Juazeiro havia crescido exponencialmente ao longo dos anos por ser um centro de força para fieis que buscavam melhores condições de vida, além dos conselhos e da ajuda de Padre Cícero Romão Batista.
O município, que antes era formado por uma população de lavradores, vaqueiros e agricultores simples, além de comerciantes abastados e cangaceiros, se tornaria, mais tarde, a segunda maior cidade do Ceará em população, com esses mesmos grupos compondo as camadas de comerciantes, indústrias e artesãos, a partir do conselho e supervisão do sacerdote da região. Com o tempo, Juazeiro ficaria conhecida como uma cidade "sagrada", fruto de um milagre, recebendo adjetivações distintas que relacionariam seu desenvolvimento econômico ao seu fanatismo religioso — como Meca dos Sertões, Jerusalém Brasileira, Cidade Santa ou Cidade da Mãe de Deus — e Padre Cícero ficaria conhecido como Patriarca de Juazeiro, estabelecendo um poder importante sobre a cidade e sua população.
O médico e jornalista baiano, Floro Bartolomeu, chegou à cidade em 1908, fugindo de conflitos em sua terra natal, tornando-se uma das figuras mais importantes na cidade ao conquistar a confiança de Padre Cícero. Em outubro de 1911, essa mesma personalidade ajudou Padre Cícero a conquistar a autonomia política de Juazeiro frente à cidade de Crato. Em um primeiro momento, os coronéis da região do Cariri ficaram divididos em torno da decisão. Mas Floro Bartolomeu articulou uma aliança entre as oligarquias regionais, conhecida como Pacto dos Coronéis, que concordavam em fortalecer laços políticos e pessoais, além de manter a lealdade a Antônio Nogueira Acióli, governador do Ceará e parte da família dominante politicamente no estado. Assim, Juazeiro foi elevado à categoria de vila, sede de município.
Enquanto, em nível nacional, Hermes da Fonseca se estabilizava como presidente da República e traçava um novo plano de poder regional, a família Acióli mantinha sua dominação quase hegemônica dentro do contexto cearense. Apesar de existirem grupos contrários a essa oligarquia — pautados, principalmente, em críticas a decisões econômicas feita pelos Aciólis —, a oposição era considerada como "frágil" e "imatura"  por não conseguirem derrotar, efetivamente, os arranjos políticos de Nogueira Acióli. Contudo, no ano de 1912, diversos grupos populares, escritores de jornais e seus respectivos editores, além de grupos políticos estudantis ganhavam força em Fortaleza, capital do estado cearense, com fortes críticas sobre a dominação oligárquica, que se mantinha no poder desde o fim do Império. O surgimento do candidato coronel Marcos Franco Rabelo, então, começou a aparecer como a representação de um Ceará livre de opressão. Este último era apoiado, majoritariamente por setores comerciantes de grande porte, oligarquias agrárias dissidentes e oficiais salvacionistas, além das camadas médias e baixas urbanas da capital.
Nesse mesmo ano, diversos movimentos foram às ruas incitando grandes passeatas, além de uma possível luta armada caso os Aciólis se mantivessem no poder após as eleições regionais. Durante uma passeata infantil pelas ruas de Fortaleza, a polícia aciolina reagiu com ferocidade, causando a morte de protestantes, o que culminou em uma pressão sobre a destituição de Nogueira Acióli, que renunciaria ao cargo em 24 de janeiro de 1912. Por fim, Franco Rabelo ganhou força e foi eleito governador do Ceará no mesmo ano. Ainda que os Aciólis controlassem a política estadual, Rabelo, quando assumiu o poder, recusou negociações feitas com a antiga oligarquia do poder e com o governo federal, aliando-se a outras forças e, ruindo, como consequência, as bases do Pacto dos Coronéis, estabelecido por Floro Bartolomeu e Padre Cícero na região do Cariri.
Assim, Rabelo iniciou um combate para desestabilizar todo e qualquer grupo que mantinha políticas oposicionistas no estado a partir do pretexto de perseguir e dizimar o "banditismo", representado, majoritariamente, pelo fenômeno do cangaço no Nordeste. Como o vale do Cariri se mantinha, desde o início da República, como força significativa da oligarquia Acióli, contando, inclusive, com a lealdade de Padre Cícero, o governador enviou à Crato, cerca de 200 homens da polícia estadual, que exerceram prisões sobre jagunços que estavam ligados a coronéis da oposição e que haviam prometido lealdade à família Acióli. O coronel no poder ainda destituiu políticos de confiança de Padre Cícero, que atuavam em cargos públicos, e demitiu o sacerdote de seu posto de intendente na cidade de Juazeiro.
Como forma de represália, Floro Bartolomeu viajou ao Rio de Janeiro, em agosto, 1913, para encontrar Nogueira Acióli e o senador Pinheiro Machado, com grande influência na região do Nordeste, para planejar a deposição de Rabelo. A viagem foi pressentida pelo governador como um sinal de conspiração o que o fez intensificar a repressão política em Juazeiro. O plano, articulado pelo político residente no Juazeiro e por membros do Partido Republicano Conservador (PRC), era de eleger Floro como segundo governador do Ceará caracterizando dualidade de poder, o que forçaria uma intervenção federal no Estado que deporia ambos os governadores.

## O conflito

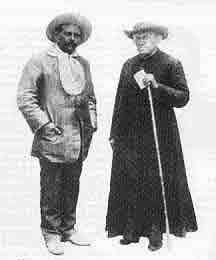
Floro Bartolomeu e Padre Cícero.

Em 15 de dezembro de 1913, uma assembleia dissidente, no Ceará, declarou o governo de Franco Rabelo como ilegal, nomeando, prontamente, um governo provisório com Floro Bartolomeu como presidente. Mas, três dias mais tarde (em 18 de dezembro), Rabelo enviou tropas estaduais para uma invasão à cidade do Crato e, em seguida, a Juazeiro, sob comando de Alípio Lopes para dar fim à sedição.
Quando os soldados de Rabelo chegaram a Juazeiro do Norte se depararam com uma situação inusitada: Padre Cícero, sob os conselhos de Antônio Vilanova, ex-combatente da Guerra de Canudos, e seus romeiros cavaram um valado (espécie de trincheira) ao redor de toda a cidade, que ficou conhecido como o "Círculo da Mãe das Dores". A primeira ofensiva, no dia 20 de dezembro, marcou apenas a primeira derrota das forças rabelistas, que decidiram recuar até Crato e pedir reforços. Franco Rabelo enviou mais soldados e um canhão para invadir Juazeiro do Norte. No entanto, o canhão falhou e as forças rabelistas foram facilmente derrotadas pelos revoltosos.
Em 24 de janeiro de 1914, Crato foi ocupada pelas tropas dos sediciosos de Juazeiro, como eram chamados. Os revoltosos seguiram para Fortaleza com o objetivo de derrubar o governador, com a ajuda do senador Pinheiro Machado, e a ocuparam em 19 de março de 1914. Junto com a tropa federal, os combatentes de Floro Bartolomeu ainda ocuparam Miguel Calmon, Senador Pompeu, Quixeramobim e outras cidades.  Cercado, Franco Rabelo não teve como reagir e foi deposto em 15 de março de 1914.
Hermes da Fonseca nomeou interinamente Fernando Setembrino de Carvalho, enquanto novas eleições foram convocadas. Benjamin Liberato Barroso foi eleito governador e Padre Cícero vice novamente.